# Gran Premio motociclistico di Cecoslovacchia 1977
Il Gran Premio motociclistico di Cecoslovacchia fu il penultimo appuntamento del motomondiale 1977.
Si svolse il 7 agosto 1977 a Brno, e corsero le classi 250, 350, 500 e sidecar.
Assente il neoiridato Barry Sheene e ritirato Takazumi Katayama, 350 e 500 videro la vittoria di Johnny Cecotto, ritornato in piena forma dopo l'incidente di Salisburgo.
In 250 Franco Uncini ignorò gli ordini di scuderia vincendo davanti a Walter Villa. Terzo Mario Lega, che divenne il nuovo campione del mondo della categoria nonostante una moto rabberciata: il camion del team Morbidelli, infatti, si era ribaltato mentre si recava a Brno.
Rolf Steinhausen approfittò del ritiro di Werner Schwärzel per vincere il suo primo GP stagionale. Terzo George O'Dell, che si issò in testa alla classifica con un punto di vantaggio su Rolf Biland, quarto al traguardo.

## Classe 500
38 piloti alla partenza, 19 al traguardo.

### Arrivati al traguardo
| Pos. | Pilota            | Moto   | Tempo      | Punti |
| ---- | ----------------- | ------ | ---------- | ----- |
| 1    | Johnny Cecotto    | Yamaha | 53' 21" 53 | 15    |
| 2    | Giacomo Agostini  | Yamaha | +25" 68    | 12    |
| 3    | Michel Rougerie   | Suzuki | +47" 85    | 10    |
| 4    | Pat Hennen        | Suzuki | +54" 69    | 8     |
| 5    | Gianfranco Bonera | Suzuki | +1' 34" 18 | 6     |
| 6    | Teuvo Länsivuori  | Suzuki | +1' 51" 74 | 5     |
| 7    | Steve Parrish     | Suzuki | +2' 03" 47 | 4     |
| 8    | Max Wiener        | Suzuki | +2' 37" 91 | 3     |
| 9    | Franz Rau         | Suzuki | +3' 11" 86 | 2     |
| 10   | Helmut Kassner    | Suzuki | +3' 13" 14 | 1     |
| 11   | Alex George       | Suzuki | +3' 33" 16 |       |
| 12   | Børge Nielsen     | Suzuki | +3' 45" 63 |       |
| 13   | Franz Heller      | Suzuki | +1 giro    |       |
| 14   | Roland Freymond   | Yamaha | +1 giro    |       |
| 15   | Jean-Marc Toffolo | Yamaha | +1 giro    |       |
| 16   | Adelio Faccioli   | Yamaha | +1 giro    |       |
| 17   | Hans Braumandl    | Yamaha | +1 giro    |       |
| 18   | Giorgio Gatti     | Yamaha | +2 giri    |       |
| 19   | Michael Schmid    | Suzuki | +2 giri    |       |

### Ritirati
| Pilota              | Moto   | Motivo ritiro |
| ------------------- | ------ | ------------- |
| Wil Hartog          | Suzuki |               |
| Steve Baker         | Yamaha |               |
| Armando Toracca     | Suzuki |               |
| John Williams       | Suzuki |               |
| Marco Lucchinelli   | Suzuki |               |
| Boet van Dulmen     | Suzuki |               |
| Karl Auer           | Yamaha |               |
| Jean-Philippe Orban | Suzuki |               |
| Harald Merkl        | Suzuki |               |
| Giuseppe Consalvi   | Yamaha |               |
| Gianni Rolando      | Suzuki |               |
| Bosse Granath       | Yamaha |               |
| Hans-Otto Butenuth  | Yamaha |               |
| Werner Nenning      | Suzuki |               |
| Bohumil Staša       | Yamaha |               |
| Odd Arne Lände      | Suzuki |               |
| Virginio Ferrari    | Suzuki |               |
| Ron Kirkham         | Yamaha |               |
| Jack Findlay        | Suzuki |               |

## Classe 350
45 piloti alla partenza, 21 al traguardo.

### Arrivati al traguardo
| Pos | Pilota             | Moto          | Tempo      | Punti |
| --- | ------------------ | ------------- | ---------- | ----- |
| 1   | Johnny Cecotto     | Bakker-Yamaha | 51' 51" 38 | 15    |
| 2   | Tom Herron         | Yamaha        | +54" 72    | 12    |
| 3   | Christian Sarron   | Yamaha        | +1' 05" 52 | 10    |
| 4   | Pentti Korhonen    | Yamaha        | +1' 10" 00 | 8     |
| 5   | Víctor Palomo      | Yamaha        | +1' 13" 36 | 6     |
| 6   | Vic Soussan        | Yamaha        | +1' 13" 86 | 5     |
| 7   | Kork Ballington    | Yamaha        | +1' 38" 32 | 4     |
| 8   | Michel Rougerie    | Yamaha        | +1' 41" 58 | 3     |
| 9   | Jon Ekerold        | Yamaha        | +1' 50" 01 | 2     |
| 10  | Giacomo Agostini   | Yamaha        | +1' 53" 54 | 1     |
| 11  | Olivier Chevallier | Yamaha        | +1' 57" 94 |       |
| 12  | Jean-Claude Hogrel | Yamaha        | +1' 59" 51 |       |
| 13  | Peter Baláž        | Yamaha        | +3' 09" 06 |       |
| 14  | Alex George        | Yamaha        | +3' 10" 24 |       |
| 15  | Børge Nielsen      | Yamaha        | +3' 31" 89 |       |
| 16  | Jack Findlay       | Yamaha        | +3' 50" 54 |       |
| 17  | Bosse Granath      | Yamaha        | +3' 51" 07 |       |
| 18  | Grünwald Harfmann  | Yamaha        | +1 giro    |       |
| 19  | Franz Rau          | Yamaha        | +1 giro    |       |
| 20  | Franz Meier        | Yamaha        | +1 giro    |       |
| 21  | Giorgio Gatti      | Yamaha        | +1 giro    |       |

### Ritirati
| Pilota              | Moto            | Motivo ritiro |
| ------------------- | --------------- | ------------- |
| Pekka Nurmi         | Yamaha          |               |
| Franco Uncini       | Harley-Davidson |               |
| Jean-François Baldé | Yamaha          |               |
| Patrick Fernandez   | Yamaha          |               |
| Patrick Pons        | Yamaha          |               |
| Alan North          | Yamaha          |               |
| John Dodds          | Yamaha          |               |
| Gerald              | Yamaha          |               |
| José Cecotto        | Yamaha          |               |
| Max Wiener          | Yamaha          |               |
| Walter Villa        | Harley-Davidson |               |
| Árpád Juhos         | Yamaha          |               |
| Jiri Král           | Yamaha          |               |
| Helmut Kassner      | Yamaha          |               |
| Pietro Bonera       | Yamaha          |               |
| Ernst Fagerer       | Yamaha          |               |
| Eero Hyvärinen      | Yamaha          |               |
| Karl Auer           | Yamaha          |               |
| Takazumi Katayama   | Yamaha          |               |
| Gianni Pelletier    | Yamaha          |               |
| János Vlaszati      | Yamaha          |               |
| Guy Bertin          | Yamaha          |               |
| Frantisek Svatos    | Yamaha          |               |
| Rudolf Mitosinka    | Yamaha          |               |

## Classe 250
43 piloti alla partenza, 23 al traguardo.

### Arrivati al traguardo
| Pos | Pilota              | Moto       | Tempo      | Punti |
| --- | ------------------- | ---------- | ---------- | ----- |
| 1   | Franco Uncini       | Bakker-HD  | 49' 58" 89 | 15    |
| 2   | Walter Villa        | Bimota-HD  | +0" 41     | 12    |
| 3   | Mario Lega          | Morbidelli | +23" 84    | 10    |
| 4   | Kork Ballington     | Yamaha     | +25" 45    | 8     |
| 5   | Tom Herron          | Yamaha     | +25" 91    | 6     |
| 6   | Alan North          | Yamaha     | +56" 98    | 5     |
| 7   | Jon Ekerold         | Yamaha     | +1' 01" 50 | 4     |
| 8   | Patrick Fernandez   | Yamaha     | +1' 03" 46 | 3     |
| 9   | Olivier Chevallier  | Yamaha     | +1' 04" 12 | 2     |
| 10  | Guy Bertin          | Yamaha     | +1' 04" 81 | 1     |
| 11  | János Drapál        | Yamaha     | +1' 13" 22 |       |
| 12  | Aldo Nannini        | Yamaha     | +1' 19" 57 |       |
| 13  | John Dodds          | Yamaha     | +1' 24" 75 |       |
| 14  | Peter Baláž         | Jawa       | +1' 30" 78 |       |
| 15  | Jean-François Baldé | Kawasaki   | +1' 45" 99 |       |
| 16  | Ken Nemoto          | Yamaha     | +1' 46" 63 |       |
| 17  | Sauro Pazzaglia     | Yamaha     | +3' 10" 10 |       |
| 18  | István Holmár       | Yamaha     | +3' 10" 94 |       |
| 19  | János Vlaszati      | Yamaha     | +3' 19" 70 |       |
| 20  | Edi Stöllinger      | Yamaha     | +3' 46" 86 |       |
| 21  | Ryszard Mankiewicz  | Yamaha     | +4' 11" 19 |       |
| 22  | Oldrich Kába        | Jawa       | +1 giro    |       |
| 23  | Ondrej Szymanski    | Yamaha     | +1 giro    |       |

### Ritirati
| Pilota            | Moto     | Motivo ritiro |
| ----------------- | -------- | ------------- |
| Pentti Korhonen   | Yamaha   |               |
| Vic Soussan       | Yamaha   |               |
| Pekka Nurmi       | Yamaha   |               |
| Mick Grant        | Kawasaki |               |
| Patrick Pons      | Yamaha   |               |
| Barry Ditchburn   | Kawasaki |               |
| Harald Bartol     | Bartol   |               |
| Christian Sarron  | Yamaha   |               |
| Víctor Palomo     | Yamaha   |               |
| Anton Mang        | Yamaha   |               |
| Harald Merkl      | Yamaha   |               |
| Pavel Vašiček     | Yamaha   |               |
| Bohumil Staša     | Yamaha   |               |
| Rudolf Weiss      | Yamaha   |               |
| Takazumi Katayama | Yamaha   |               |
| Eero Hyvärinen    | Yamaha   |               |
| Jiri Král         | Yamaha   |               |
| Jan Bartunek      | Jawa     |               |
| Jaroslav Franc    | Jawa     |               |
| Branko Bevanda    | Yamaha   |               |

## Classe sidecar
26 equipaggi alla partenza, 15 al traguardo.

### Arrivati al traguardo
| Pos | Pilota                | Passeggero                | Moto          | Tempo      | Punti |
| --- | --------------------- | ------------------------- | ------------- | ---------- | ----- |
| 1   | Rolf Steinhausen      | Wolfgang Kalauch          | Busch-Yamaha  | 48' 01" 58 | 15    |
| 2   | Siegfried Schauzu     | Lorenzo Puzo              | Busch-Yamaha  | +45" 13    | 12    |
| 3   | George O'Dell         | Cliff Holland             | Windle-Yamaha | +46" 14    | 10    |
| 4   | Rolf Biland           | Williams                  | Schmid-Yamaha | +1' 29" 20 | 8     |
| 5   | Malcolm Hobson        | Stu Collins               | Windle-Suzuki | +1' 56" 57 | 6     |
| 6   | Dick Greasley         | Mick Skeels               | Windle-Yamaha | +1' 56" 82 | 5     |
| 7   | Helmut Schilling      | Rainer Gundel             | Schmid-Yamaha | +2' 46" 24 | 4     |
| 8   | Amedeo Zini           | Andrea Fornaro            | König         | +3' 17" 30 | 3     |
| 9   | Heinz Luthringshauser | Hermann Hahn              | MKN-BMW       | +1 giro    | 2     |
| 10  | Gustav Pape           | Franz Kallenberg          | König         | +1 giro    | 1     |
| 11  | Herbert Prügl         | Johann Kußberger          | Rotax         | +1 giro    |       |
| 12  | Ernst Trachsel        | "Agner"                   | Yamaha        | +1 giro    |       |
| 13  | Hanspeter Hubacher    | Pudu Dudach               | Yamaha        | +1 giro    |       |
| 14  | Heinz Thevissen       | Erich Schmitz             | König         | +4 giri    |       |
| 15  | Hermann Schmid        | Martial Jean-Petit-Matile | Schmid-Yamaha | +5 giri    |       |

### Ritirati
| Pilota           | Passeggero     | Moto          | Motivo ritiro |
| ---------------- | -------------- | ------------- | ------------- |
| Werner Schwärzel | Andreas Huber  | ARO-Fath      |               |
| Alain Michel     | Gérard Lecorre | GEP-Yamaha    |               |
| Göte Brodin      | Bengt Forsberg | Windle-Yamaha |               |
| Bruno Holzer     | "Tschunko"     | LCR-Yamaha    |               |
| Cees Smit        | Jan Smit       | König         |               |